# 8610 Ґолдгабер
8610 Ґолдгабер (8610 Goldhaber) — астероїд головного поясу, відкритий 22 жовтня 1977 року.
Тіссеранів параметр щодо Юпітера — 3,488.